# Hadrien Salvan
Hadrien Salvan (Parigi, 10 luglio 1997) è un nuotatore francese.

## Biografia
Ha rappresentato la Francia ai Giochi olimpici estivi di Tokyo 2020, classificandosi 11º nella staffetta 4x200 m stile libero, con i connazionali Jordan Pothain, Enzo Tesic e Jonathan Atsu.
Ai mondiali di Budapest 2022 è stato eliminato in batteria con il 19º tempo nei 200 m stile libero e con il 27º nei 100 m stile libero. Nella staffetta 4x200 m stile libero ha raggiunto la finale chiudendo al 7º posto con Jordan Pothain, Léon Marchand e Roman Fuchs.
Ai campionati europei di nuoto di Roma 2022 ha vinto la medaglia d'oro nella staffetta mista 4x100 m stile libero, con Maxime Grousset, Charles Rihoux, Charlotte Bonnet, Marie Wattel, Lucile Tessariol e Béryl Gastaldello, senza scendere in acqua nella finale, quella d'argento nella staffetta mista 4x200 m stile libero, assieme a Wissam-Amazigh Yebba, Charlotte Bonnet, Lucile Tessariol, Roman Fuchs e Giulia Rossi-Bene, e quella di bronzo nella staffetta maschile 4x200 m stile libero, con Wissam-Amazigh Yebba, Enzo Tesic, Roman Fuchs e Mewen Tomac.

## Palmarès
- Europei

Roma 2022: oro nella 4x100m sl mista, argento nella 4x200m sl mista e bronzo nella 4x200m sl.